# گریگوری نیکیتین
گریگوری نیکیتین (روسی: Григорий Михайлович Никитин؛ ۱۸۸۹ – ۱۹۱۷) بازیکن فوتبال اهل روسیه بود.
وی همچنین در تیم ملی فوتبال روسیه بازی کرده‌است.